# 伊琳娜·斯科布采娃
伊琳娜·康斯坦丁诺夫娜·斯科布采娃（俄语：Ирина Константиновна Скобцева，1927年8月22日—2020年10月20日），苏联女演员，人民艺术家。她是谢尔盖·邦达尔丘克的第二任妻子。

## 生平
1927年生于圖拉。她的父亲在气象局工作，母亲在档案馆工作。中学毕业后考入莫斯科国立大学历史系艺术专业。期间曾参加学生剧场的演出。1952年毕业后，进入莫斯科艺术剧院学校学习表演艺术，1955年毕业。同年在谢尔盖·尤特凯维奇导演的电影《奥赛罗》中出演奥赛罗的妻子苔丝狄蒙娜。1956年，该电影参加戛纳电影节，她获得电影节最具魅力小姐称号。1959年，她与谢尔盖·邦达尔丘克结婚。她出演了包括《战争与和平》在内的许多知名电影。1970年后，她也在全苏国立电影学院任教。2020年10月20日在莫斯科逝世，终年94岁。葬于新圣女公墓。

## 荣誉
- 俄罗斯苏维埃联邦社会主义共和国功勋艺术家（1965年）
- 俄罗斯苏维埃联邦社会主义共和国人民艺术家（1974年）
- 友谊勋章（1997年）
- 荣誉勋章（2018年）